# エンド・オブ・ザ・ロード〜ボーイズ・II・メン・バラード・コレクション
『エンド・オブ・ザ・ロード〜ボーイズ・II・メン・バラード・コレクション』は、ボーイズIIメンのベスト・アルバムである。2000年5月17日発売。

## 概要
- バラード曲を収録したバラード・ベスト。
- 2004年6月に来日記念盤として低価格で再発売している。

## 収録曲
1. ベンデット・ニー
2. ドゥーイン・ジャスト・ファイン
3. プリーズ・ドント・ゴー
4. エンド・オブ・ザ・ロード
5. グッドバイ・トゥ・イエスタデイ
6. キャン・ユー・スタンド・ザ・レイン
7. ライフ誌の女の子
8. ワン・スウィート・デイ(デュエット:マライア・キャリー)
9. シーズンズ・オブ・ロンリネス
10. ウォーター・ランズ・ドライ
11. ソング・フォー・ママ
12. メイク・ラヴ・トゥ・ユー
13. ユア・ホーム・イズ・イン・マイ・ハート(ステラ愛のテーマ)(デュエット:シャンテ・ムーア)
14. アイ・ウィル・ゲット・ゼア
15. イエスタデイ(スパニッシュ・ヴァージョン)
16. エンド・オブ・ザ・ロード(インストゥルメンタル)